# Petaurista mechukaensis
Petaurista mechukaensis és una espècie de mamífer rosegador de la família dels esciúrids. Fins ara, tan sols se n'han trobat espècimens a Arunachal Pradesh (Índia), on viu a altituds d'entre 1.500 i 2.500 msnm, però probablement també viu a les parts adjacents de la Xina. Els seus hàbitats naturals són els boscos de frondoses i coníferes temperats. Està amenaçat per la caça.